# Nopphitam
Nopphitam (em tailandês: อำเภอนบพิตำ) é um distrito da província de Nakhon Si Thammarat, no sul da Tailândia. É um dos 23 distritos que compõem a província. Sua população, de acordo com dados de 2012, era de 32 219 habitantes, e sua área territorial é de 720,1 km².
O distrito foi criado em 1 de abril de 1995, por emancipação do distrito de Tha Sala.